# 선교학 박사

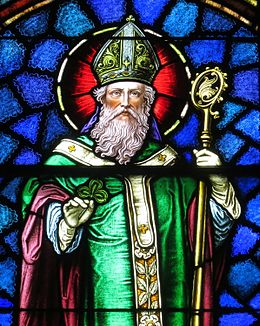
세인트 패트릭의 스테인드 글라스 창, 오하이오 전션 시티 세인트 패트릭 가톨릭 교회에 초상화된 초기 아일랜드 선교사.

선교학 박사 (Doctor of Missiology,  D.Miss.)는 기독교 분야인 선교학 전공에서 수여하는 박사이다. 미국에서는 풀러 신학교, 그레이스 신학교, 그리고 남 침례교 신학교에서 제공한다. 